# Precious Achiuwa
Precious Achiuwa (ur. 19 września 1999 w Port Harcourt) – nigeryjski koszykarz, występujący na pozycji silnego skrzydłowego, od 2023 zawodnik New York Knicks.
W 2019 wystąpił w meczach wschodzących gwiazd − Allen Iverson Roundball Classic, Nike Hoop Summit, McDonald’s All-American. Został też wybrany do III składu USA Today's All-USA.
6 sierpnia 2021 trafił w wyniku wymiany do Toronto Raptors.  30 grudnia 2023 został wytransferowany do New York Knicks.

## Osiągnięcia
Stan na 7 marca 2024, na podstawie, o ile nie zaznaczono inaczej.
NCAA
- Koszykarz roku konferencji American Athletic (AAC – 2020)[5]
- Najlepszy pierwszoroczny zawodnik AAC (2020)
- Zaliczony do:
  - I składu:
    - AAC (2020)
    - najlepszych pierwszorocznych zawodników AAC (2020)

  - III składu Sporting News Mid-Season All-America Team (2020)
- Zawodnik kolejki AAC (25.11.2019)
- Najlepszy pierwszoroczny zawodnik kolejki AAC (24.02.2020, 3.02.2020, 13.01.2020, 6.01.2020, 23.12.2019, 9.03.2020)

NBA
- Finalista miniturnieju Clorox Rising Stars (2022)[6]